# 1. mechanizovaná divize (Polsko)
1. mechanizovaná Varšavská divize (polsky: 1 Warszawska Dywizja Zmechanizowana im. Tadeusza Kościuszki)

## Složení
- 1. varšavská obrněná brigáda
- 3. mechanizovaná brigáda legií
- 21. brigáda
- 1. pluk dělostřelectva
- 15. pluk

## Historie
1. mechanizovaná Varšavská divize vznikla v roce 1955 přejmenováním z 1. pěší divize (Tadeusze Kościuszka) která vznikla v SSSR za druhé světové války.